# Hormozgan
Hormozgan (pers. ‏استان هرمزگان‎) — ostan w południowym Iranie nad Zatoką Perską i Zatoką Omańską. Stolicą jest Bandar-e Abbas. W ostanie rozwinął się przemysł stoczniowy, spożywczy oraz włókienniczy.

## Geografia
Ostan Hormozgan położony jest południowym Iranie w obrębie drugiego regionu administracyjnego. Od północnego zachodu graniczy z ostanami Buszehr i Fars, od północnego wschodu z ostanem Kerman, a od zachodu z Sistanem i Beludżystanem. Od południa leży nad wodami Zatoki Perskiej, cieśniny Ormuz i Zatoki Omańskiej, naprzeciwko Kataru, Zjednoczonych Emiratów Arabskich i Omanu. W skład ostanu wchodzą liczne wyspy, w tym: Dżazir-je Gheszm, Ormuz, Dżazir-je Hengam, Dżazir-je Larak, Dżazir-je Forur, Dżazir-je Abu Musa, Dżazir-je Sirri, Dżazir-je Hendorabi, Dżazir-je Kisz, Dżazir-je Lawan, Dżazir-je Tonb-e Bozong, Dżazir-je Tonb-e Kuczak. Największą z nich jest Dżazir-je Gheszm oddzielona od lądu cieśniną Tore-je Chouran, a od wyspy Dżazir-je Hengam zatoką Chalidż-e Direstan. Większość powierzchni ostanu stanowią góry. Zagros ciągną się z północnego wschodu na południowy wschód. W kierunku wybrzeża od nich położone są wyżyny i wydmy, a wzdłuż wybrzeża ciągną się tereny nizinne. Przez ostan przepływa rzeka Rud-e Mehran.
Hormozgan znajduje się w obrębie irańskiej strefy ciepłej i suchej, a jego klimat jest pustynny i półpustynny. Opady są tu niewielkie. Na wybrzeżach lata są wilgotne i bardzo gorące, a zimy bardzo łagodne.
Do położonych na terenie ostanu miast należą: stołeczny Bandar-e Abbas, Bandar-e Lenge, Minab, Rudan, Keszm, Dżask, Hadżdżiabad i Abu Musa.

## Demografia
Według spisu ludności z 2006 roku ostan ten zamieszkiwało 1 403 674 osób. Spis z 2011 roku podaje 1 578 183 mieszkańców, co stanowi 2,1% populacji kraju. Z tej liczby 802 758 to mężczyźni, a 775 425 kobiety. Osoby w wieku 15-64 lat stanowiły 67,1% populacji ostanu, w wieku do 14 lat 29%, a wieku lat 65 i starsze 3,9% mieszkańców.